# Itemirus
Itemirus medullaris
Genre
Espèce
Itemirus est un genre de dinosaures théropodes de la famille des droméosauridés. 
Un crâne attribué à l'unique espèce du genre, Itemirus medullaris, a été découvert à Itemir, dans le désert de Kyzyl-Koum en Asie centrale (Ouzbékistan).

## Présentation
Ce dinosaure carnivore vivait pendant le Crétacé supérieur, il y a 91 millions d'années. 

## Publication originale
- (en) S. M. Kurzanov, « Braincase structure in the carnosaur Itemirus n. gen. and some aspects of the cranial anatomy of dinosaurs », Paleontological Journal, vol. 10,‎ 1976, p. 361-369.